# Саркар, Джатин
Джатин Саркар (бенг. যতীন সরকার; 18 августа 1936, Нетрокона, Британская Индия — 13 августа 2025, Маймансингх) — бенгальский историк, писатель, педагог, интеллектуал, исследователь и биограф из Бангладеш. Он был удостоен Премии Бенгальской академии в 2008 году за исследования и эссе, а также Государственной премии за независимость в 2010 году за вклад в образование. По состоянию на сентябрь 2021 года он опубликовал 35 книг.

## Биография
Джатин Саркар родился 18 августа 1936 года в деревне Чандапара, Кендуа, округ Нетрокона, в тогдашнем округе Майменсингх, Британская Индия. Он был старшим из трёх детей в семье, имел двух братьев и сестру. В 1965 году он женился на Канон Саркар; у них родились сын Суман Саркар (проживает в Словакии) и дочь Судипта Саркар (проживает в Бангладеш).
Саркар был членом Комитета обеспокоенных граждан Бангладеш при Transparency International Bangladesh.

## Карьера
После окончания университета Саркар начал преподавательскую деятельность в колледже Ашулия в Нетроконе в 1957 году. В 1964 году он присоединился к колледжу Насирабад в Майменсингхе, где преподавал бенгальскую литературу на предуниверситетском и бакалаврском уровнях до выхода на пенсию в 2002 году.
С конца 1960-х годов Саркар активно участвовал в культурной жизни Майменсингха. Он долгое время был членом Пресс-клуба Майменсингха. В 2007 году он основал журнал «Shomaj, Orthonithir O Rastro» (Общество, экономика и государство).
Саркар также занимал пост президента Центрального совета организации Bangladesh Udichi Shilpigoshthi.
Его последняя книга «Prottoy Protigya Protibha» была опубликована в феврале 2019 года.

## Политическая философия
Саркар всегда выступал за защиту прав человека и против социального угнетения, дискриминации и религиозной политики. 29 апреля 2006 года он председательствовал на региональном диалоге по вопросам национальной избирательной политики и инициатив гражданского общества в Майменсингхе.
В мае 2006 года, в рамках мероприятий, посвящённых Всемирному дню свободы прессы, Саркар отметил, что современная пресса контролируется корпорациями и бизнес-магнатами, что затрудняет обеспечение свободы слова. Он подчеркнул, что без устранения коррупции, несправедливости и неравенства невозможно добиться реального развития и снижения бедности.
Саркар считал, что политика, основанная на религии, должна быть запрещена в соответствии с конституцией Бангладеш 1972 года. Он также утверждал, что члены парламента не должны заниматься деятельностью, не связанной с законодательством.
3 марта 1976 года Саркар был арестован и провёл 18 месяцев в заключении.
Саркар написал десятки работ, посвящённых истории, культуре и социальной философии Бангладеш. Он также активно публиковался в прессе и участвовал в общественной деятельности.

## Личная жизнь и смерть
Саркер жил в Нетроконе. В последние годы жизни он страдал от возрастных заболеваний, таких как полиартрит, и перенёс операцию. В июне 2025 года он был госпитализирован в Дакке после перелома шейки правой бедренной кости, полученного в результате падения у себя дома. Позже его перевели в медицинский колледж Маймансингха, где он умер 13 августа в возрасте 88 лет.

## Награды
- Премия Бенгальской академии (2008)[5]
- Государственная премия за независимость (2010)[6]